# میل کریک (واشینگتن)
میل کریک (به انگلیسی: Mill Creek) شهری در شهرستان اسنوهومیش ایالت واشنگتن است که در سرشماری سال ۲۰۱۰ میلادی، ۱۸۲۴۴ نفر جمعیت داشته است.